# Mekongga
Les Mekongga ou Mengkoka sont une population d'Indonésie qui habite les forêts couvrant le mont du même nom. Ils sont environ 50 000.
Le mont Mekongga est situé dans le kabupaten de Kolaka. C'est le plus haut sommet (2 799 m) de la province de Sulawesi du Sud-Est dans l'île de Célèbes, au nord-ouest de Kendari, la capitale de la province.
Les Mekongga vivent de la récolte du rotin, qu'ils vendent à des commerçants bugis et makassar. Ces derniers, originaires de la province de Sulawesi du Sud, ont acquis des terres appartenant à l'origine aux Mekongga et y cultivent le cacao, le clou de girofle, la banane et la noix de coco.
Une autre source de revenu pour les Mekongga est la ferraille laissée par l'entreprise forestière PT Hasil Bumi Indonesia (HBI), qui exploite la forêt de la province depuis 1979. Les Mekongga ont dû céder une bonne partie de leurs terres à cette entreprise.
Les Mekongga parlent un dialecte tolaki.

## Source
Allyson Lankester, "Climb a mountain, save a forest - Idealistic students want to take eco-travelers up remote mountains in Sulawesi", Inside Indonesia, no. 58, avril-juin 1999